# Louis Napoléon Bonaparte
Louis Napoléon Bonaparte (tên khai sinh Luigi Buonaparte; 2 tháng 9 năm 1778 - 25 tháng 7 năm 1846) là em trai của Napoléon I, Hoàng đế của Đệ Nhất Đế chế Pháp. Từ năm 1806 - 1810, ông là vua của Vương quốc Holland (một quốc gia chư hầu của Đế chế Pháp), với tước hiệu Louis I (tiếng Hà Lan: Lodewijk I; phát âm tiếng Hà Lan: [ˈloːdəʋɛik]).
Louis là người con thứ 5 và là con trai thứ 4 còn sống đến tuổi trưởng thành của Carlo Buonaparte và Letizia Ramolino. Ông và các anh chị em của mình đều sinh ra ở Đảo Corsica, nơi mà người Pháp đã chinh phục chưa đầy một thập kỷ trước khi ông chào đời. Luis nối bước các anh trai của mình vào Quân đội Pháp, nơi ông có nhiều ưu ái từ sự bảo trợ của anh trai Napoléon Bonaparte. Năm 1802, ông kết hôn với Hortense de Beauharnais, con gái riêng của Hoàng hậu Joséphine, vợ của Hoàng đế Napoleon I. 
Năm 1806, Napoleon I đã thành lập Vương quốc Holland thay cho Cộng hòa Batavia, bổ nhiệm Louis trở thành vua của vương quốc. Từ ban đầu, Hoàng đế Napoleon đã muốn biến vương quốc này thành một Chính phủ bù nhìn nằm trong sự thao túng của Đệ Nhất Đế chế Pháp, nhưng Louis quyết tâm cai trị một cách độc lập vương quốc của mình. Quá mệt mỏi với những hành động của em trai, Napoleon I đã cho sáp nhập Vương quốc Holland vào Pháp năm 1810, và Louis phải đi lưu vong. Con trai út của ông là Louis-Napoléon là người đã lập ra Đệ Nhị Đế chế Pháp vào năm 1852, với đế hiệu là Napoleon III.

## Cuộc sống đầu đời
Louis sinh ra ở Ajaccio, Đảo Corse, Vương quốc Pháp. Ông là em trai của Joseph, Napoleon, Lucien, và Élisa Bonaparte, là anh trai của Pauline, Caroline, và Jérôme Bonaparte. Cha mẹ đỡ đầu của Louis là vợ chồng thống đốc của đảo Corse, Charles Louis de Marbeuf và ông Bertrand de Boucheporn bạn thân của bố mẹ Louis.
Sự nghiệp ban đầu của Louis là phục vụ cho quân đội, và ông cùng với anh trai Napoleon đã đến Ai Cập. Nhờ có anh trai Napoleon, nên Louis đã được bổ nhiệm trong Quân đội Pháp, và được thăng cấp Trung uý trong Trung đoàn Pháo binh số 4, từ đó ông được bổ nhiệm làm "Aide de Camp" (phụ tá) trong biên chế của Napoleon. Trong chiến dịch trên đất Ý, Napoleon đã giới thiệu Louis với Carnot, và do đó ông được phong làm đội trưởng. Sau đó ông đã trở thành một vị trướng vào năm 25 tuổi, và bản thân Louis cảm nhận được mình đã thăng tiến quá nhanh trong một thời gian ngắn. 
Khi Louis trở lại Pháp, ông đã tham gia vào âm mưu lật đổ chế độ Đốc chính cùng với Napoleon. Sau khi trở thành Đệ nhất tổng tài, Napoleon đã sắp xếp cuộc hôn nhân giữa Louis và Hortense de Beauharnais, con gái riêng của vợ ông. Ban đầu Hortense đã phản đối cuộc hôn nhân, nhưng được mẹ thuyết phục kết hôn với Louis vì lợi ích của gia tộc, và cuối cùng cô đã đồng ý. 
Louis được ghi nhận đã trải qua một thời gian mắc bệnh tâm thần. Nhưng bệnh tình cụ thể thì không có tài liệu nào ghi rõ, các triệu chứng tâm thần đã hành hạ Louis cho đến khi ông qua đời.

## Vua của Holland

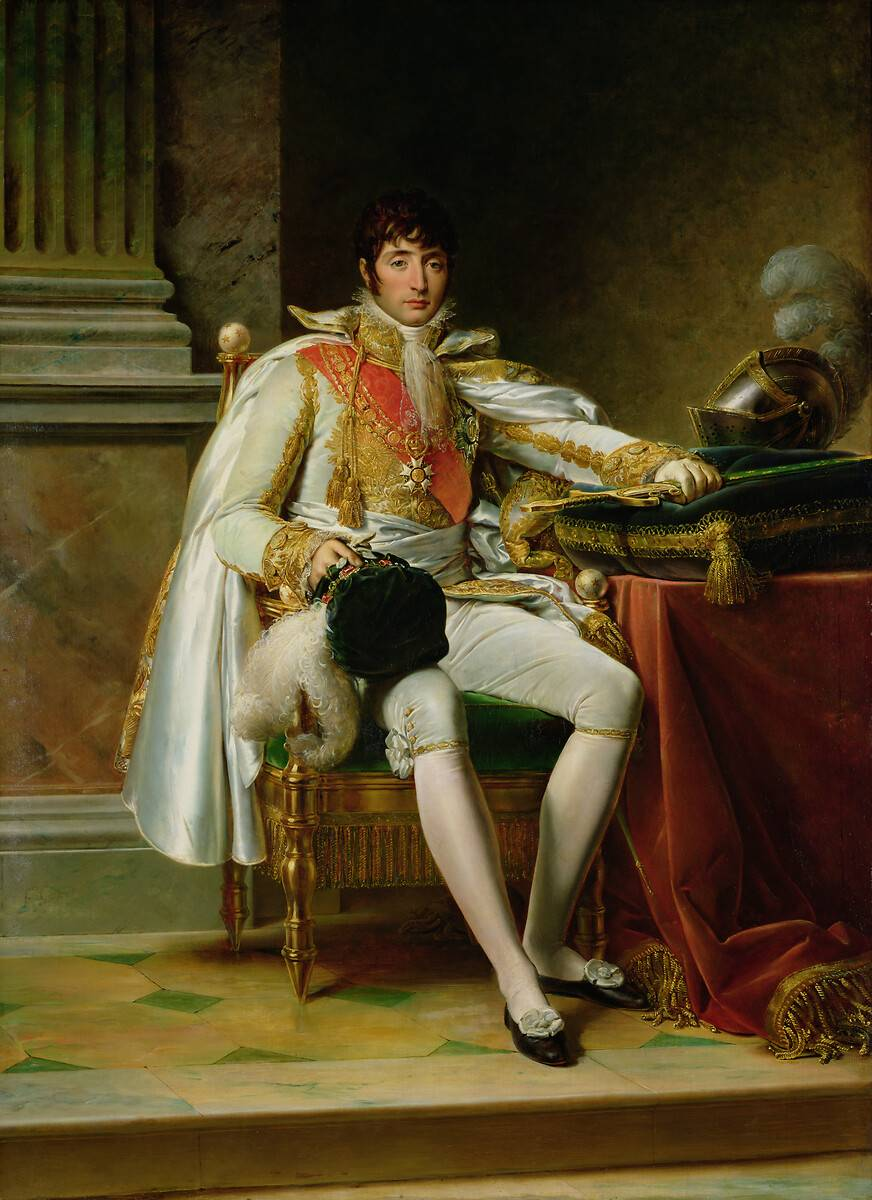
Chân dung Louis Bonaparte được vẽ bởi François Gérard, 1806

Biểu tượng hoàng gia của Louis

Cảm thấy rằng Cộng hòa Batavia quá độc lập so với mong muốn của mình, Hoàng đế Napoleon I đã thay thế nó bằng Vương quốc Holland vào ngày 05/06/1806, và đưa Louis lên ngai vàng của vương quốc này. Lúc đầu Napoleon chỉ có ý định cho em trai mình một vinh dự cao hơn vị trí của một tỉnh trưởng Hà Lan thuộc Pháp. Tuy nhiên, Louis lại muốn cai trị Holland như một vị quân chủ có trách nhiệm và độc lập. Để khẳng định sự nghiêm túc của mình, ông đã nỗ lực học tiếng Hà Lan và gọi mình là Lodewijk I (vương hiệu bằng tiếng Hà Lan), ông tự xưng mình là người Hà Lan chứ không phải người Pháp. Vì ban đầu tiếng Hà Lan của ông còn yếu, nên ông thường nói với mọi người rằng: tôi là "Konijin van 'Olland" (Con thỏ của Olland), chứ không phải "Koning van Holland" (Vua Holland/Hà Lan). Tuy nhiên, nỗ lực chân thành để học tiếng Hà Lan của Louis đã khiến cho thần dân yêu quý và kính trọng ông.

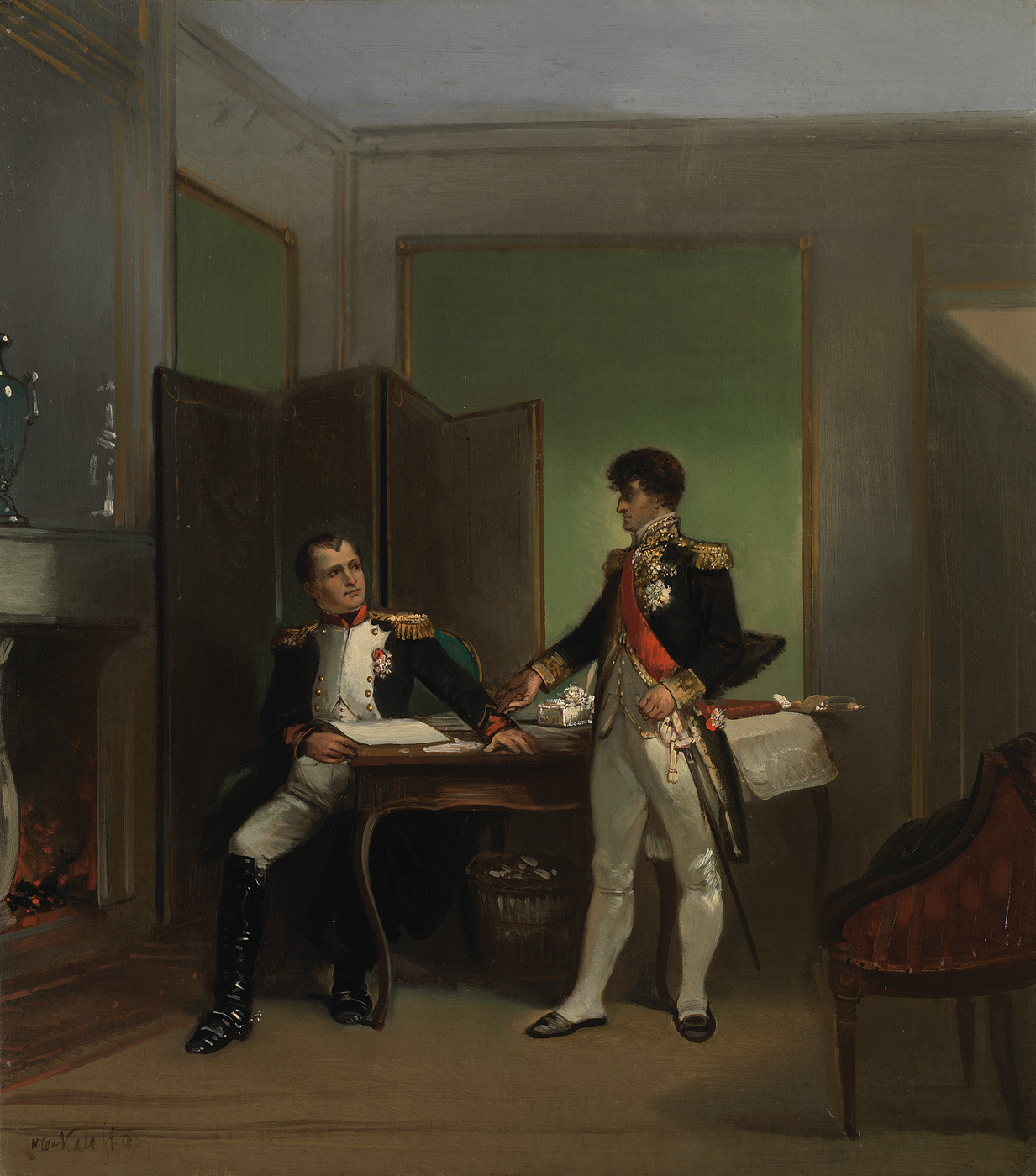
Louis bảo vệ nền độc lập của Holland chống lại Napoleon. Được vẽ bởi Ten Kate

Sau khi tuyên bố mình là người Hà Lan, Louis đã cố gắng biến triều đình của mình thành người Hà Lan. Ông buộc triều đình và các bộ trưởng (chủ yếu do Hoàng đế Napoleon cử đến) chỉ nói tiếng Hà Lan và từ bỏ quốc tịch Pháp của họ. Điều này là quá sức chịu đựng đối với vợ ông là Vương hậu Hortense, người đã từ chối yêu cầu của ông khi đang ở Pháp vào thời điểm ông đưa ra chỉ dụ. Louis và Hortense chưa bao giờ hòa hợp, và yêu cầu này càng làm căng thẳng thêm mối quan hệ của họ. Bà chỉ đến Holland một cách miễn cưỡng và cố tình tránh Louis càng nhiều càng tốt.
Louis không bao giờ có thể quyết định được vị trí của thủ đô khi ông ở Holland. Ông đã thay đổi thủ đô hơn một chục lần, thử Amsterdam, The Hague, Utrecht và những nơi khác. Có một lần, sau khi đến thăm nhà của một thương gia người Hà Lan giàu có, ông thích nơi này đến nỗi đã đuổi chủ sở hữu ra khỏi đó để ông có thể cư trú tại đó. Sau đó, Louis lại chuyển đi sau 7 tuần. Việc ông liên tục chuyển đi khiến triều đình xáo trộn vì họ phải đi theo ông khắp mọi nơi. Đoàn ngoại giao châu Âu đã đi xa đến mức kiến nghị nhà vua ở lại một nơi để họ có thể theo kịp ông.
Hortense sinh ra hai người con trai cho Louis là Napoléon-Charles Bonaparte và Napoléon Louis Bonaparte ở Paris, trong khi Louis ở Holland. Năm 1806, Louis gọi người con trai của mình đến Holland, nhưng Hortense một lần nữa từ chối, bà tin rằng con trai mình sẽ không bao giờ được trả về Pháp. Khi Louis cầu cứu anh trai mình là Hoàng đế Napoleon, Napoleon đã đứng về phía Hortense. Napoleon giữ cậu bé trong triều đình của mình, và thậm chí còn chỉ định cậu bé làm người thừa kế ngai vàng của Pháp trước khi con trai ông chào đời.
Hai thảm kịch lớn đã xảy ra trong thời kỳ trị vì của Louis Bonaparte: vụ nổ một tàu chở thuốc súng ở trung tâm thành phố Leiden năm 1807 và trận lụt lớn ở Holland năm 1809. Trong cả hai trường hợp, Louis đều đích thân giám sát hiệu quả các nỗ lực cứu trợ tại địa phương, giúp ông giành được danh hiệu Louis Tốt bụng. Hoàng đế Napoleon tỏ ra thất vọng và đã nhận xét rằng: ″Em trai, khi họ nói về một vị vua nào đó rằng ông ta tốt, điều đó có nghĩa là ông ta đã thất bại trong việc cai trị″.
Triều đại của Louis Bonaparte không kéo dài lâu vì hai yếu tố. Đầu tiên là Hoàng đế Napoleon muốn giảm giá trị các khoản vay của Pháp từ các nhà đầu tư Holland xuống hai phần ba, nghĩa là một đòn giáng kinh tế nghiêm trọng vào Vương quốc Holland. Thứ hai trở thành cái cớ để Napoleon yêu cầu Louis thoái vị. Khi Napoleon đang chuẩn bị một đội quân cho cuộc xâm lược Đế quốc Nga, ông muốn quân đội từ toàn bộ khu vực nằm dưới sự kiểm soát của mình, bao gồm cả quân đội từ Holland. Louis, đối mặt với yêu cầu của anh trai mình, đã từ chối thẳng thừng. Napoleon sau đó cáo buộc Louis đặt lợi ích của Holland lên trên lợi ích của Đế chế Pháp, và rút hầu hết lực lượng Pháp ở Holland cho cuộc chiến tranh sắp tới ở phía đông, chỉ để lại khoảng 9.000 lính đồn trú trong nước. Thật không may cho Louis, người Anh đã đổ bộ một đội quân gồm 40.000 người vào năm 1809 để cố gắng chiếm Antwerp và Flushing. Với việc Louis không thể bảo vệ vương quốc của mình, Pháp đã cử 80.000 dân quân, do Vua tương lai của Thụy Điển là tướng Jean-Baptiste Bernadotte chỉ huy, và đã đẩy lùi thành công cuộc xâm lược. Sau đó, Napoleon đề nghị Louis nên thoái vị, với lý do là Louis không thể bảo vệ Holland. Louis từ chối và tuyên bố việc quân đội Pháp chiếm đóng Vương quốc là bất hợp pháp. Vào ngày 1 tháng 7 năm 1810, Louis thoái vị để ủng hộ người con trai thứ hai của mình là Napoléon Louis Bonaparte. Ông đã trốn khỏi Haarlem vào ngày 2/3 tháng 7 và định cư tại Đế quốc Áo. Tướng Nicolas Oudinot xâm lược Holland vào ngày 4 tháng 7. Napoleon sáp nhập Holland vào Pháp theo Sắc lệnh Rambouillet vào ngày 9 tháng 7.

## Lưu vong

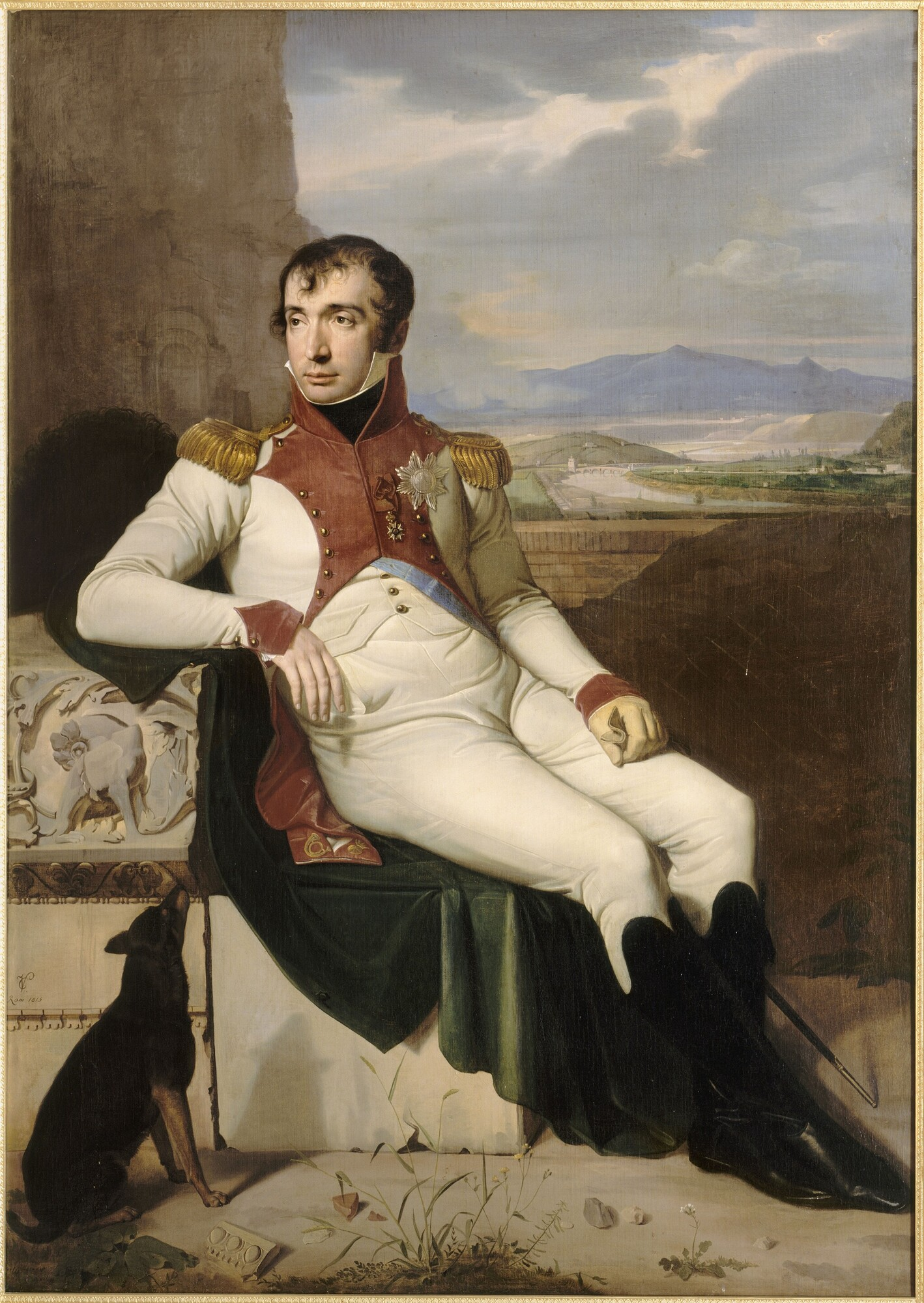
Louis Bonaparte ở Rome sau khi thoái vị khỏi vị trí Vua của Holland, mặc quân phục của một vị tướng kỵ binh Hà Lan, được Vogel von Vogelstein vẽ vào năm 1813 hoặc 1815

Sau khi thoái vị, Louis Bonaparte đã nhận danh hiệu Bá tước xứ Saint-Leu (comte de Saint-Leu), ám chỉ đến tài sản của ông tại Saint-Leu-la-Forêt gần Paris. Ông được bổ nhiệm làm Thống chế Pháp vào năm 1808, một danh hiệu hoàn toàn mang tính danh dự.
Sau khi Vương quốc Holland bị tước khỏi tay ông, Hoàng đế Franz I của Áo đã đề nghị ông tị nạn. Từ năm 1811 đến năm 1813, ông tìm được nơi ẩn náu ở Graz, nơi ông chuyển sang viết lách và làm thơ. Louis đã viết thư cho Napoleon sau thất bại của ông ở Nga để yêu cầu khôi phục ngai vàng Holland cho ông; tuy nhiên, Napoleon đã từ chối. Yêu cầu đến thăm Holland của ông đã bị Vua Willem I của Hà Lan từ chối nhiều lần, nhưng Vua Willem II của Hà Lan đã cho phép ông đến thăm vào năm 1840. Mặc dù đang đi du lịch ở Hà Lan dưới một cái tên giả, một số người phát hiện ra rằng đó là cựu quốc vương của họ, điều này đã dẫn đến một đám đông cổ vũ tụ tập dưới cửa sổ phòng khách sạn của ông. Người ta nói rằng ông khá xúc động trước sự thể hiện tình cảm này từ những thần dân cũ của mình.
Sau cái chết của người anh cả là Joseph Bonaparte vào năm 1844, Louis được những người theo chủ nghĩa Bonaparte coi là Hoàng đế hợp pháp của Pháp, mặc dù bản thân Louis không có nhiều hành động để thúc đẩy yêu sách. Mặt khác, con trai và người thừa kế của Louis, Hoàng đế tương lai Napoleon III, lúc đó đang bị giam giữ tại Pháp vì đã cố gắng đảo chính theo chủ nghĩa Bonaparte.
Louis Bonaparte qua đời vào ngày 25 tháng 7 năm 1846 tại Livorno, và hài cốt của ông được chôn cất tại Saint-Leu-la-Forêt, Île-de-France.

## Hôn nhân và hậu duệ

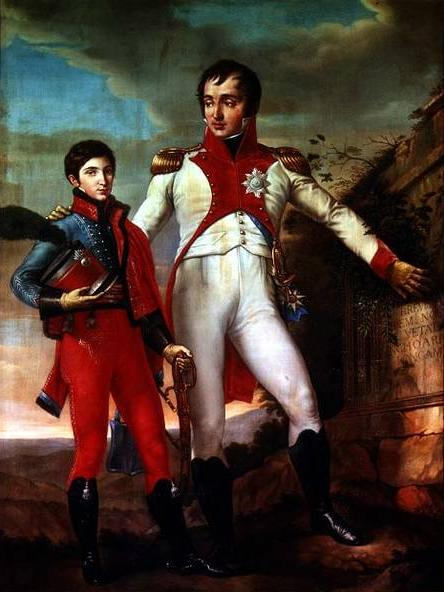
Louis Bonaparte cùng con trai thứ hai, Napoléon Louis Bonaparte, được vẽ bởi Jean-Baptiste Wicar

Louis kết hôn vào ngày 4 tháng 1 năm 1802 với Hortense de Beauharnais, con gái của vị tướng quá cố là Tử tước Alexandre de Beauharnais, và vợ ông là Josephine Tascher de la Pagerie. Josephine là người vợ đầu tiên của Hoàng đế Napoleon, anh trai của Louis.
Cuộc hôn nhân này là do ép buộc và không có tình yêu, mặc dù họ được cho là đã quan hệ và tương tác đủ thường xuyên để sinh ra 3 người con trai. Theo truyền thống của người nhà Vương tộc Bonaparte, ngoại trừ Hoàng đế Napoleon, đều ghét gia tộc Beauharnais. Hortense chắc chắn cũng có những người tình ngoài luồng.
Hortense de Beauharnais đã sinh ra 3 người con trai được Louis Bonaparte chính thức tuyên bố là con của mình, mặc dù ông vẫn có sự nghi ngờ:
- Napoléon-Charles Bonaparte, sinh ngày 10 tháng 10 năm 1802, Vương tử Hoàng gia của Holland. Khi ông mất vào ngày 5 tháng 5 năm 1807 khi mới được 4 tuổi rưỡi, thi hài của ông được quàn tại Nhà thờ Đức Bà Paris. Ông được chôn cất tại Saint-Leu-La-Foret, Ile-de-France.

- Napoléon Louis Bonaparte, sinh ngày 11 tháng 10 năm 1804. Trở thành Vương tử Hoàng gia Holland sau cái chết của anh trai mình, và là Vua của Holland trong 8 ngày vào năm 1810, giữa thời điểm cha ông thoái vị (ngày 1 tháng 7) và sự sụp đổ của Holland trước đội quân xâm lược của Hoàng đế Napoleon (ngày 9 tháng 7). Napoléon Louis cai trị Đại công quốc Berg vào năm 1809-1813 (dưới thời nhiếp chính). Napoleon Louis Bonaparte qua đời vì bệnh sởi vào ngày 17 tháng 3 năm 1831, và hài cốt của ông được chôn cất tại Saint-Leu-La-Foret, Île-de-France.

- Charles Louis-Napoleon Bonaparte, (1808–73). Sinh ra tại Paris, ông là người con trai thứ ba và cũng là con út, và trở thành hoàng đế của Đệ Nhị Đế chế Pháp (1852–1870) với đế hiệu Napoleon III.